# Guillermo Martínez (Filmregisseur)
Guillermo Martínez (* 1989 in Buenos Aires) ist ein argentinischer Filmregisseur. 
2015 erschien in Argentinien sein Debütfilm When Your Flesh Screams, ein harter Rape-and-Revenge-Film. Als Hauptdarstellerin wählte er Victoria Witemburg, die bereits in I’ll Never Die Alone (2008) eine ähnliche Rolle bekleidete.
Er ist nicht identisch mit Guillermo Martínez, dem Autor von Die Pythagoras-Morde, obwohl einige Quellen, unter anderem die Internet Movie Database, dies nahelegen.

## Filmografie
- 2011: Ellos no pueden gritar (Produzent)
- 2015: When Your Flesh Screams (Cuando tu Carne Grite Basta)